# أليكس روبرتس
أليكس روبرتس (21 يونيو 1983 في المملكة المتحدة - ) (بالإنجليزية: Alex Roberts)‏ هو لاعب كريكت بريطاني. لعب مع نادي مقاطعة ساسكس للكريكت ‏ ونادي مقاطعة ليسترشاير للكريكت ‏ وCumbria County Cricket Club ‏.